# Michael Mandlik
Michael Mandlik (* 1957 in Mainburg) ist ein deutscher Journalist.

## Leben
Er machte sein Abitur am Camerloher-Gymnasium Freising und leistete seinen Wehrdienst ab. Danach arbeitete er als freier Mitarbeiter bei der Süddeutschen Zeitung, machte eine Ausbildung an der Deutschen Journalistenschule in München und studierte Journalistik an der Ludwig-Maximilians-Universität München.
Danach begann er beim Bayerischen Rundfunk zu arbeiten, anfangs in Aktuelles und Innenpolitik. 1994 wurde er Korrespondent und Studioleiter im ARD-Studio Rom. 2005 bis 2013 hatte er diesen Posten im Studio Vatikan inne. 2008 bis 2015 war er außerdem Redaktionsleiter Kirche und Welt des Bayerischen Rundfunks.
Von Januar 2016 bis Ende 2020 war er Korrespondent und Studioleiter Fernsehen im ARD Studio Wien/Südeuropa.